# Liste von Künstlermuseen
Die folgende Liste gibt einen Überblick zu den Künstlermuseen in aller Welt, geordnet nach Ländern und Regionen.
Gesammelt werden ausschließlich Museen und Ausstellungen, die Werke eines bildenden Künstlers präsentieren. Reine Museen über das Leben eines Künstlers siehe bei den einzelnen Personen.

## Belarus
- Ilja-Repin-Haus, Zdravnevo

## Belgien
- Musée Charlier, Brüssel
- James Ensorhuis, Ostende
- Musée Horta, Brüssel
- Musée René Magritte, Brüssel
- Musée Constantin Meunier, Brüssel
- Rubenshuis, Antwerpen
- Musée Antoine Wietz, Brüssel

## Brasilien
- Museu Casa Fritz Alt, Joinville
- Museu Alfredo Andersen, Curitiba
- Museu Victor Meirelles, Florianópolis
- Museu Oscar Niemeyer, Curitiba
- Museu Erwin Teichmann, Pomerode
- Casa João Turin, Curitiba
- Fundação Fritz Scheffel (Fundação Ernesto Frederico Scheffel), Novo Hamburgo

## Dänemark
- Skovgaard Museum, Viborg
- Thorvaldsen-Museum, Kopenhagen

## Deutschland
- A

- Arp Museum Bahnhof Rolandseck, Remagen

- B

- Eduard Bargheer Museum, Hamburg
- Ernst-Barlach-Haus, Hamburg
- Ernst Barlach Museum, Güstrow
- Ernst-Barlach-Museum Ratzeburg
- Ernst-Barlach-Museum Wedel
- Blechen-Gedenkstätte, Cottbus
- Braith-Mali-Museum, Biberach an der Riß
- Wilhelm-Busch-Haus, Mechtshausen
- Wilhelm-Busch-Mühle, Ebergötzen
- Wilhelm-Busch-Museum, Hannover

- D

- Otto-Dix-Haus, Gera
- Otto-Dix-Haus, Hemmenhofen
- Albrecht-Dürer-Haus, Nürnberg

- E
  - Max Ernst Museum Brühl des LVR, Brühl

- F

- Lyonel-Feininger-Galerie, Quedlinburg
- Feuerbachhaus, Speyer
- Museum Lothar Fischer, Neumarkt in der Oberpfalz

- G

- Künstlerhaus Gasteiger, Holzhausen am Ammersee
- Graevenitz-Museum, Stuttgart-West
- Günter-Grass-Haus, Lübeck
- Olaf-Gulbransson-Museum, Tegernsee

- H

- Richard Haizmann Museum, Niebüll
- Künstlermuseum Heikendorf, Heikendorf
- Herkomer Museum, Landsberg am Lech
- E.T.A. Hoffmann-Haus, Bamberg

- J

- Horst-Janssen-Museum, Oldenburg in Niedersachsen
- Junkerhaus, Lemgo

- K

- Wolf Kahlen Museum – Intermedia Arts Museum, Bernau bei Berlin
- Kallmann-Museum, Ismaning bei München
- Kaulbach-Haus, Bad Arolsen
- Max-Klinger-Haus, Naumburg-Großjena
- Koenigmuseum, Landshut
- Georg-Kolbe-Museum, Berlin
- Käthe-Kollwitz-Museum, Berlin
- Käthe-Kollwitz-Museum, Köln
- Käthe-Kollwitz-Haus Moritzburg
- Albert-König-Museum, Südheide
- Kügelgen-Haus, Dresden
- Museum für zeitgenössische Kunst – Diether Kunerth, Ottobeuren
- Künstlermuseum Beckers Böll, Köln und Aachen

- L

- Lechner Museum, Ingolstadt
- Lehmbruck-Museum, Duisburg
- Lenbachhaus, München
- Lenbachmuseum, Schrobenhausen
- Lettl-Atrium, Augsburg
- Lettl-Museum, Augsburg
- Liebermann-Villa, Berlin

- M

- August-Macke-Haus, Bonn
- Franz-Marc-Museum, Kochel am See
- Georg-Meistermann-Museum, Wittlich
- Paula Modersohn-Becker Museum, Bremen
- Otto Modersohn Museum, Fischerhude

- N

- Nolde Stiftung Seebüll in Seebüll
- Fritz-Nuss-Museum, Weinstadt-Strümpfelbach
- Felix-Nussbaum-Haus, Osnabrück

- P

- Kunstmuseum Pablo Picasso Münster, Münster
- Otto-Pankok-Museum, Hünxe
- Purrmann-Haus, Speyer

- R

- Christian Daniel Rauch-Museum, Bad Arolsen
- Museum Walter Reinhardt, Hannover
- Lotte-Reiniger-Museum im Stadtmuseum Tübingen, Tübingen
- Mies van der Rohe Haus, Berlin
- Rungehaus, Wolgast

- S

- Christian Schad Museum, Aschaffenburg
- Schinkelmuseum, Berlin
- Emil Schumacher Museum, Hagen
- Max-Slevogt-Galerie im Schloss Villa Ludwigshöhe bei Edenkoben
- Slevogthof Neukastel bei Leinsweiler
- Museum St. Laurentius, Duisburg
- Villa Stuck, München

- T

- Talberg Museum, Offenbach

- W

- Andreas Paul Weber-Museum, Ratzeburg
- Stiftung Wörlen, Passau
- Künstlerkolonie Worpswede, Worpswede

- Z

- Heinrich-Zille-Museum, Berlin

## Finnland
- Eemil Halonen Museum, Lapinlahti
- Gallen Kallela Museum, Espoo
- Walter Runeberg Museum, Porvoo

## Frankreich
- Auvergne-Rhône-Alpes
  - Musée Hector Berlioz, La Côte Saint-André
  - Musée Alphonse Daudet, Saint-Alban
  - Musée Hébert, La Tronche
- Bourgogne-Franche-Comté
  - Musée Courbet, Ornans
- Bretagne
  - Château de Combourg, Wohnsitz Chateaubriands
- Grand Est
  - Musée Bartholdi
- Île-de-France
  - Fondation Jean Arp (Atelierhaus von Hans Arp und Sophie-Taeuber-Arp), Clamart
  - Musée de l’Atelier de Rosa Bonheur, Thomery
  - Musée Bourdelle, Paris
  - Musée national Jean-Jacques Henner, Paris
  - Atelier Brancusi, Paris
  - Maison de Chateaubriand, Chatenay-Malabry
  - Espace Dalí, Paris, mit dem Dalí Universe
  - Musée Delacroix, Paris
  - Château de Monte Christo, Maison Alexandre Dumas
  - Musée Gustave Moreau, Paris
  - Musée Picasso, Paris
  - Musée Rodin, Paris
  - Musée Rodin, Meudon
  - Musée Zadkine, Paris
- Normandie
  - Haus und Garten Claude Monet, Giverny
  - Musée Pierre Corneille
  - Musée Départemental Pierre Corneille, Petit-Couronne
  - Musée Flaubert et d'histoire de la médecine, Rouen
  - Pavillon Flaubert, Croisset
  - Musée Victor Hugo, Villelquier
- Nouvelle-Aquitaine
  - Maison natale Jean Giraudoux, Bellac
- Occitanie
  - La Ribaute (Atelier Anselm Kiefers), Barjac (Gard)
  - Musée des Beaux Arts Hyacinthe Rigaud
  - Musée Toulouse-Lautrec, Albi
- Provence-Alpes-Côte d’Azur
  - Atelier Cézanne, Aix-en-Provence
  - Musée Alphonse Daudet, Fontvieille
  - Musée Auguste Chabaud, Graveson
  - Musée National Fernand Léger, Biot
  - Musée Fragonard, Grasse
  - Musée Picasso, Antibes
  - Musée Renoir, Cagnes

## Griechenland
- Giannis Tsarouchis Museum, Maroussi (Attika)
- Spyros Vassiliou Museum, Athen

## Großbritannien
- Gilbert & George Center, London

## Indonesien
- Museum Le Mayeur, Sanur (Bali)

## Italien
- Casa Buonarroti, Florenz
- Casa di Antonio Canova, Possagno (Treviso)
- Gypsotheca Museo Canoviano, Possagno (Treviso)
- Casa Natale di Raffaello, Urbino
- Casa di Giorgio Vasari, Florenz
- Casa Natale di Giorgio Vasari, Arezzo
- Museo Morandi, Bologna

## Japan
- Isamu Noguchi Garden Museum, Mure

## Republik Korea
- Kim Jung Gi Museum, Paju

## Mexiko
- Museo Frida Kahlo, Mexiko-Stadt

## Mongolei
- Zanabazar Kunstmuseum, Ulan-Baatar

## Niederlande
- Mondrian Huis, Amersfoort
- Rembrandthuis, Amsterdam
- Jan Vermeer Huis, Delft

## Norwegen
- Munch-Museum, Oslo

## Österreich
- Bilger Breustedt Haus, Taufkirchen an der Pram
- Kunst Haus Wien (Friedensreich Hundertwasser), Wien
- Egon-Schiele-Museum, Tulln an der Donau

## Portugal
- Museum und Stiftung Árpád Szenès-Vieira da Silva in der ehemaligen Königlichen Seidenfabrik, Lissabon

## Schweiz
- Espace Arlaud, Lausanne
- Centre Albert Anker, Ins BE
- Berry Museum, St. Moritz
- museumbickel, Walenstadt
- Musée Eugène Burnand, Moudon
- Pavillon Le Corbusier, Zürich
- Villa «Le Lac» le Corbusier, Corseaux
- Helen Dahm Museum, Oetwil am See
- August Deusser Museum, Bad Zurzach
- Adolf Dietrich-Haus, Berlinen
- KMD - Kunsthalle Marcel Duchamp | The Forestay Museum of Art, Cully
- Centre Dürrenmatt, Neuchâtel
- Walter Eglin Museum, Känerkinden
- Centro culturale Elisarion, Minusio
- Museo Epper, Ascona
- Hans Erni Museum, Luzern
- Maison du diable Espace culturel de la Fondation Fellini, Sion
- Musée Alexis Forel, Morges
- Museum Franz Gertsch, Burgdorf
- Alberto Giacometti Museum, Sent
- Musée H.R. Giger, Gruyéres
- Paul Gugelmann-Museum, Schönenwerd
- Atelier Hermann Haller, Zürich
- Kirchner Museum Davos, Davos Platz
- Museum Bernhard Luginbühl, Burgdorf
- Skulpturenpark Bernhard Luginbühl Stiftung, Mötschwil
- Musée C.C. Olsommer, Veyras
- Musée Paderewski, Morges
- Zentrum Paul Klee, Bern
- Emma Kunz Zentrum, Würenlos
- RappazMuseum, Basel
- Rehmann-Museum, Laufenburg
- Andrea Robbi Museum, Sils Maria
- Casa museo Luigi Rossi, Capriasca
- Museo Wilhelm Schmid, Lugano
- Atelier Segantini Maloja, Maloja
- Segantini Museum, St. Moritz
- Museum Eduard Spörri, Wettingen
- Museum Sursilvan Cuort Ligia Grischa, Trun
- August-Suter-Museum, Eptingen
- Museum Tinguely, Basel
- Espace Jean Tinguely - Niki de Saint Phalle, Fribourg
- Museo Vincenzo Vela, Ligornetto
- Mili Weber Haus, St. Moritz
- Museum Caspar Wolf, Muri AG

## Spanien
- Casa-Museo José Benlliure, Valencia
- Teatre-Museu Dalí, Figueres
- Casa-Museo Salvador Dalí, Portlligat
- Casa de Gala Dalí, Púbol
- Casa-Museo de El Greco, Toledo
- Museu Fundació Francisco Gòdia, Barcelona
- Fundació Joan Miró, Barcelona
- Museu Picasso, Barcelona
- Museo Picasso Málaga, Málaga
- Museo Sorolla, Madrid
- Fundació Antoni Tàpies, Barcelona
- Studio Weil, Port d'Andratx
- Museo Vostell Malpartida Malpartida de Caceres

## Tschechien
- David Černý Musoleum, Prag
- Mucha-Museum, Prag (Alfons Mucha gewidmet)

## Uruguay
- Museo Torres García, Montevideo

## Vereinigte Staaten von Amerika
- Chinati Foundation, Marfa, Texas (Donald Judd gewidmet)
- Noguchi Museum, New York (Isamu Noguchi gewidmet)